# Майкон
Майкон Дъглас Сизенадо, по известен като Майкон (на португалски: Maicon Douglas Sisenado) e бивш бразилски футболист, който играеше като десен защитник. Техничен, издръжлив и борбен, стабилен и бърз с изключителен дрибъл, притежава силна физика, безкомпромисен на десния фланг, както в защита, така и в нападение, характерен още със силния си удар от дистанция и честите центрирания. Тези му качества го определят, като един от най-добрите крайни бранители в света.

## Състезателна кариера
Майкон започва кариерата си в родната Бразилия, където се състезава в продължение на четири години за отбора на Крузейро. С тях Майкон веднага вдига купата на страната, а малко по-късно става и шампион на Бразилия. От 2004 до 2006 г. е играе във френския Монако, като и в двата си сезона прекарани там, Майкон вдига шампионската титла на страната.
През юли 2006 г. Майкон става официален играч на ФК Интер, като подписва петгодишен договор с италианския тим. Бързо се налага като титуляр в новия клуб, а скоро след това става една от основните фигури в отбора. Бележи редица важни голове, както в първенството така и в Шампионска лига, а головите асистенции се превръщат в нещо нормално за Майкон. Още в дебютния си сезон печели шампионата на Италия, а същото се случва и в следващите два сезона. С Интер Майкон също така е двукратен носител на трофея Суперкупа на Италия. През октомври 2009 г. е сред тридесетте номинирани за „Златна топка“, а през ноември удължава договора си с Интер до 2013 г. Включен е в идеалния отбор за 2009 година на „Франс Футбол“

## Национален отбор
С Бразилия Майкон дебютира през юли 2003 г., през 2004 г. печели Копа Америка, а през 2005 г. идва ред и на купата на конфедерациите. Не получава шанс за изява на Световното първенство през 2006 г., когато Бразилия отпада на 1/4 финалите от Франция. Под ръководството на националния селекционер Дунга и след отказването от националния тим на Кафу, Майкон е основен титуляр (за сметка на звездата на ФК Барселона – Даниел Алвеш) и през 2007 г. Бразилия отново побеждава Аржентина на финала за Копа Америка, а през 2009 г. отново „Селесао“ грабва купата на конфедерациите. Капитанът и централен защитник в националния отбор на Бразилия, както и вратаря Жулио Сезар, са съотборници на Майкон и на клубно ниво – тримата се състезават за ФК Интер.

## Любопитно
Дъглас Майкон е кръстен по името на американския актьор Майкъл Дъглас, но при записването е допусната грешка и оттам идва Майкон. Неговия брат, който също е футболист е наречен на друг известен актьор – Марлон Брандо.

## Отличия

### Клубни
- шампион на Бразилия: 1

Крузейро: 2003
- Купа на Бразилия: 1

Крузейро: 2003
- Шампион на Италия: 4

Интер: 2006/07, 2007/08, 2008/09, 2009/10
- Купа на Италия: 1

Интер: 2010
- Суперкупа на Италия: 2

Интер: 2006, 2008
- Шампионска лига: 1

Интер: 2009/10

### Национални
- Копа Америка: 2

Бразилия: 2004, 2007
- Купа на Конфедерациите: 2

Бразилия: 2005, 2009